# Eitan Tibi

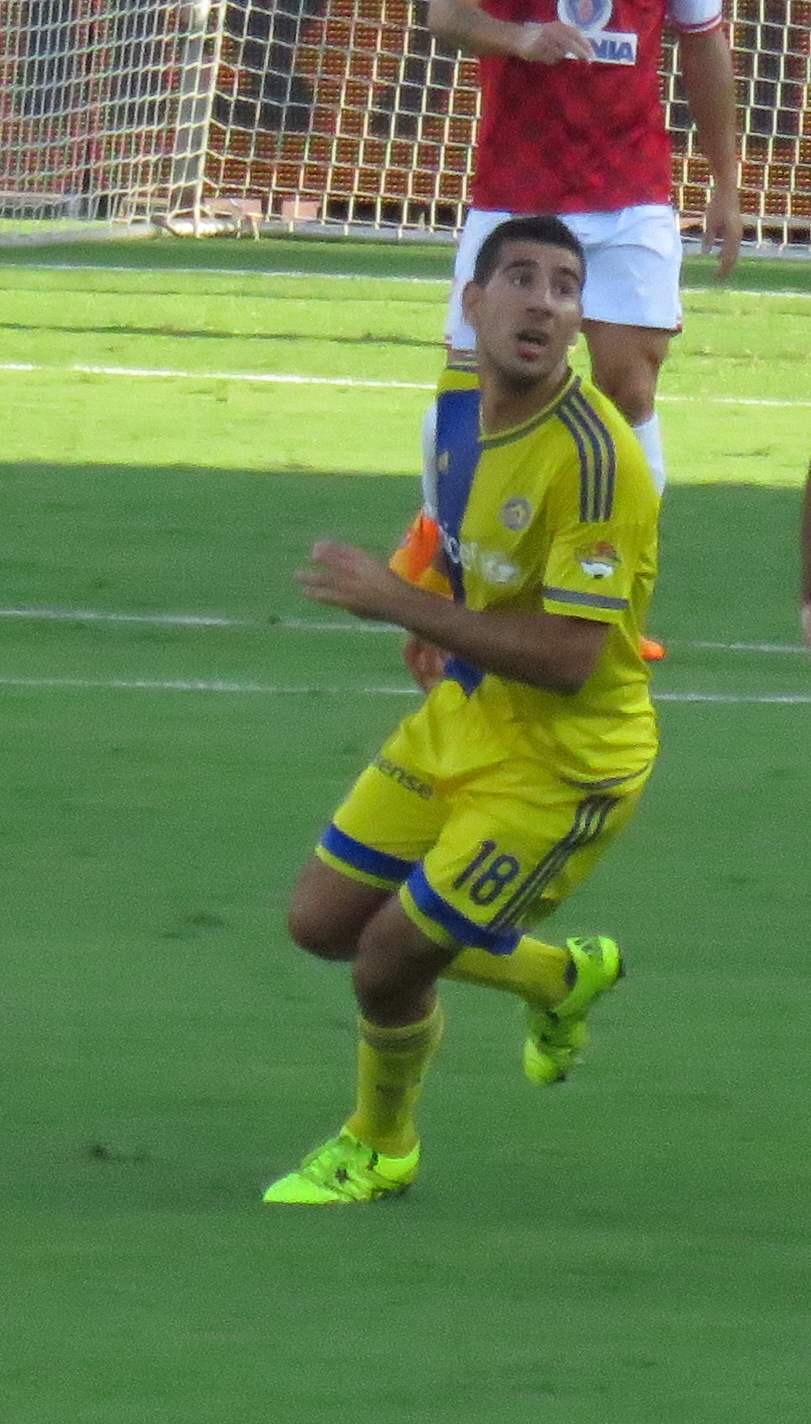

Eitan Tibi (Hebreeuws: איתן טיבי) (Jeruzalem, 16 november 1987) is een Israëlisch voetballer die doorgaans speelt als centrale verdediger.
Sinds 2012 speelt hij bij Maccabi Tel Aviv FC en maakt hij deel uit van het Israëlisch voetbalelftal.
Op 31 januari 2011 werd zijn contract bij Sporting Charleroi verbroken. Tibi kwam destijds over van Beitar Jeruzalem en was de eerste Israëliër bij Charleroi ooit.

## Profcarrière
| seizoen | club                       | land   | competitie     | wed. | goals |
| ------- | -------------------------- | ------ | -------------- | ---- | ----- |
| 2006/07 | Beitar Jeruzalem           | Israël | Ligat Ha'Al    | 23   | 0     |
| 2007/08 | Hapoel Ra'annana           | Israël | Ligat Ha'Al    | 33   | 2     |
| 2008/09 | Hakoah Amidar Ramat Gan    | Israël | Ligat Ha'Al    | 28   | 4     |
| 2009/10 | Beitar Jeruzalem           | Israël | Ligat Ha'Al    | 21   | 0     |
| 2010/11 | Sporting Charleroi         | België | Jupiler League | 9    | 0     |
| 2010/11 | Hapoel Ironi Kiryat Shmona | Israël | Ligat Ha'Al    | 7    | 0     |
| 2011/12 | Hapoel Ironi Kiryat Shmona | Israël | Ligat Ha'Al    | 23   | 0     |
| 2012/13 | Maccabi Tel Aviv           | Israël | Ligat Ha'Al    | 34   | 1     |
| 2013/14 | Maccabi Tel Aviv           | Israël | Ligat Ha'Al    | 34   | 0     |
| 2014/15 | Maccabi Tel Aviv           | Israël | Ligat Ha'Al    | 31   | 1     |
| 2015/16 | Maccabi Tel Aviv           | Israël | Ligat Ha'Al    | 31   | 0     |
| 2016/17 | Maccabi Tel Aviv           | Israël | Ligat Ha'Al    | 26   | 0     |
| 2017/18 | Maccabi Tel Aviv           | Israël | Ligat Ha'Al    | 17   | 0     |
| Totaal  | Totaal                     | Totaal | Totaal         | 317  | 8     |

2 Cohen ·
3 Revivo ·
4 Lemkin ·
5 Nachmias ·
6 Asante ·
7 Zahavi  ·
9 Turgeman ·
11 Yehezkel ·
13 Shlomo ·
14 Van Overeem ·
15 Malede ·
16 Kanichowsky ·
16 Patati ·
18 Stojić ·
19 Madmon ·
20 Addo ·
22 Melika ·
23 Sluga ·
27 Davidadza ·
28 Sissokho ·
33 Layous ·
36 Shahar ·
42 Peretz ·
55 Bitton ·
77 Davida ·
90 Mishpati ·
Coach: Lazetić